# Mesochorus infuscatus
Mesochorus infuscatus är en stekelart som beskrevs av Dasch 1971. Mesochorus infuscatus ingår i släktet Mesochorus och familjen brokparasitsteklar. Inga underarter finns listade i Catalogue of Life.